# Алтынбулак
Алтынбулак (каз. Алтынбұлақ) — упразднённое село в Айыртауском районе Северо-Казахстанской области Казахстана. Упразднено в 2019 г. Входило в состав Нижнебурлукского сельского округа. Код КАТО — 593247400.

## Население
В 1999 году население села составляло 112 человек (56 мужчин и 56 женщин). По данным переписи 2009 года, в селе проживало 37 человек (14 мужчин и 23 женщины).